# Proglottis

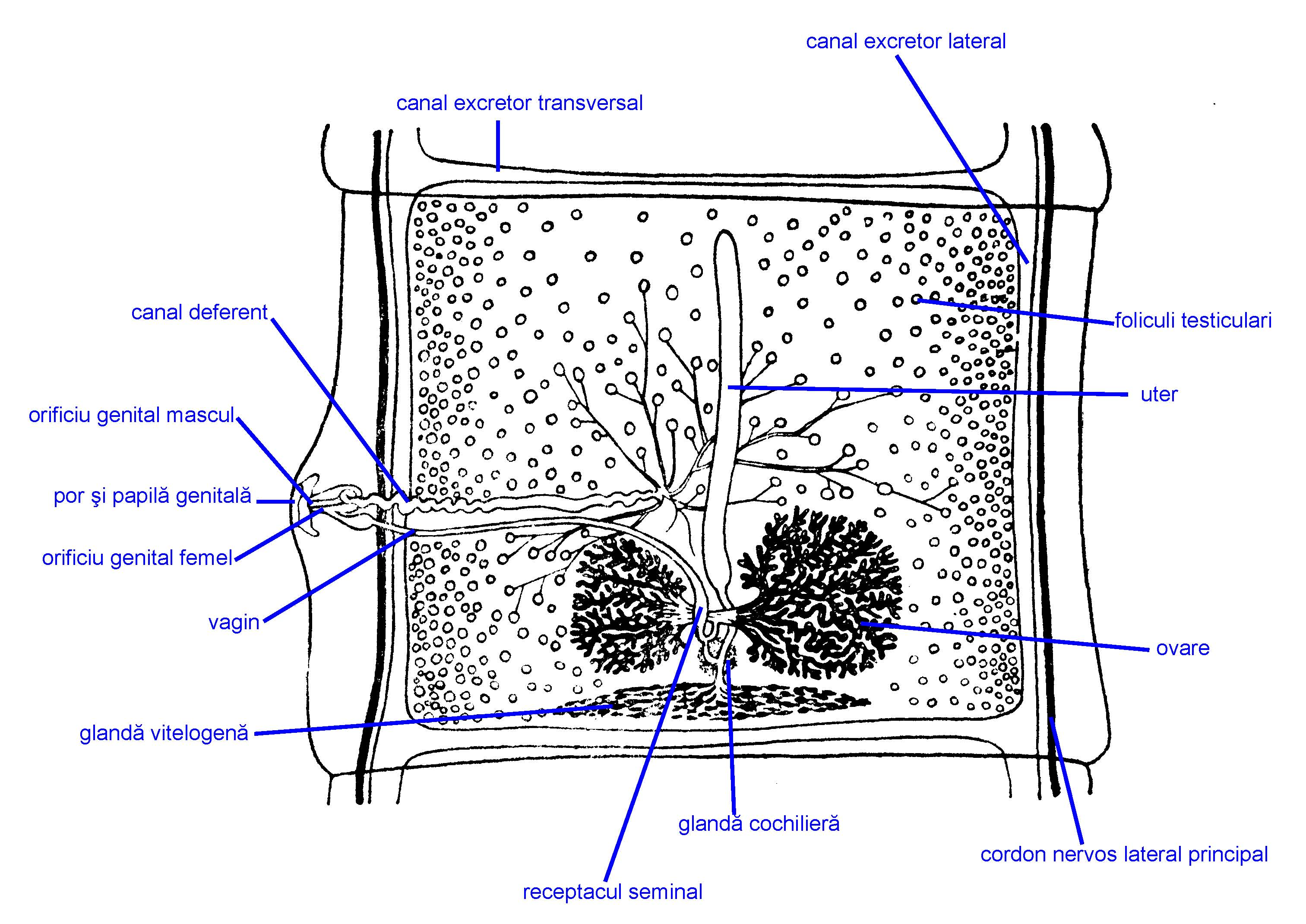
Schema eines Glieds des Schweinebandwurms mit Geschlechtsorganen

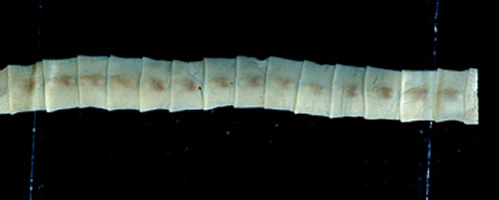
Strobila eines Fischbandwurms

Als Proglottis (Plural Proglottiden; gr. pro ‚vor‘ und glossa, Genitiv glottis ‚Zunge‘; wörtlich „Zungenspitze“, da sie bei einigen Arten der Zungenspitze ähneln) wird ein einzelnes, segmentähnliches Fortpflanzungsglied eines Bandwurms bezeichnet. Bandwürmer (Cestoda) bestehen aus einem Kopf (Scolex) und einer oft sehr großen Anzahl von Bandwurmgliedern, den Proglottiden. Sie bilden in ihrer Gesamtheit die Bandwurmkette (Strobila) Die Proglottiden sind durch eine äußerlich sichtbare Querfurche voneinander getrennt, besitzen allerdings im Inneren keine Trennwand (Pseudosegment). Bei einigen Bandwürmern (Caryophyllidia, Spathebothriida) fehlt diese Gliederung der Bandwurmkette oder ist allenfalls angedeutet.
In den Proglottiden, die einen einzelnen oder doppelten zwittrigen Geschlechtsapparat enthalten, findet die generative Vermehrung der Bandwürmer statt. Der weibliche Geschlechtsapparat besteht aus dem Ovarium (Syn. Germarium), dem Dotterstock (Vitellarium), dem Ootyp, dem Begattungsgang und dem Uterus. Letzterer füllt sich immer weiter mit Eiern, während sich die übrigen Abschnitte zurückbilden. Sobald sie als „reife“ Proglottiden mit Eiern angefüllt sind, lösen sie sich am Ende des Bandwurms durch Abschnürung ab, während kurz hinter dem Vorderende bzw. Kopf die jüngsten noch „unreifen“ Glieder heranwachsen. Der männliche Geschlechtsapparat besteht aus den Hoden, deren Ausführungsgängen und dem Samenleiter, der in den Zirrusbeutel mündet. Außerdem enthalten die Proglottiden Nervenstränge und als Ausscheidungsorgane Protonephridialzellen. Bei vielen Bandwurmarten kommen darüber hinaus Kalkkörperchen vor.